# 東高崎站
東高崎站（日语：／ Higashi-Takasaki eki */?）位於宮崎縣都城市高崎町，是九州旅客鐵道（JR九州）
吉都線上的車站。車站片假名中的 ，與町名有些微差異。

## 車站構造
位於山區內，岸式月台1面1線的地上站。無人車站，沒有站房，但月台上有候車室。

## 車站周邊
- 東霧島神社

## 历史
- 1963年（昭和38年）12月1日 - 設立。
- 1987年（昭和62年）4月1日 - 國鐵分割民營化後成為九州旅客鐵道（JR九州）轄下的車站。

## 相鄰車站
九州旅客鐵道
吉都線
高崎新田－東高崎－萬塚

## 相關項目
- 日本鐵路車站列表

## 外部連結
- JR九州 － 東高崎車站 （页面存档备份，存于）（日語）